# Ali Karimi
Mohammad Ali Karimi Pashaki, kurz Ali Karimi (persisch علی کریمی; * 8. November 1978 in Teheran) ist ein ehemaliger iranischer Fußballspieler und heutiger -trainer.

## Karriere

### Vereine
Karimi begann seine Profikarriere in der Saison 1998/99 bei Persepolis Teheran, nachdem Ali Parvin, der damalige Trainer des Teams, bei einem Hallenturnier auf ihn aufmerksam wurde. Für eine Ablösesumme von umgerechnet 15.000 US-Dollar verpflichtete Parvin den noch jungen Karimi vom damaligen Zweitligisten Fath Teheran. Schon nach wenigen Spielen avancierte er zum Publikumsliebling. Er wurde in zwei aufeinanderfolgenden Spielzeiten (1998/99 und 1999/2000) mit dem iranischen Spitzenclub Persepolis Teheran Iranischer Meister. In der Saison 1999/2000 gewann er mit seinem Verein auch den Iranischen Pokal. Er erzielte in 68 Ligaspielen für Persepolis Teheran 13 Tore.
Zur Saison 2001/02 wechselte Karimi in die Vereinigten Arabischen Emirate zu Al-Ahli. Auch dort wurde er in sehr kurzer Zeit aufgrund seiner Tore, Vorlagen und spektakulären Dribblings zum Publikumsliebling. In der Saison 2003/04 wurde er mit Al-Ahli Pokalsieger. Nach insgesamt vier Jahren, 85 Spielen und 49 Toren und der Wahl zu Asiens Fußballer des Jahres verließ Karimi zur Saison 2005/06 die VAE und heuerte beim FC Bayern München in der deutschen Fußball-Bundesliga an. Karimi begann sehr stark bei seinem neuen Verein und wusste die meisten Kritiker zu überzeugen. In seiner ersten Saison wurde er mit dem deutschen Rekordmeister FC Bayern München sowohl Deutscher Meister als auch Pokalsieger.
Aufgrund einer Verletzung am Fußgelenk im Frühjahr 2006 und einem enttäuschenden Auftritt mit der iranischen Auswahl bei der WM 2006 konnte er nicht mehr zu alter Form finden und seine starken Leistungen zu Beginn seiner Verpflichtung wiederholen. Für den deutschen Rekordmeister erzielte Karimi in 42 Pflichtspielen vier Tore und gab vier Torvorlagen.
Im Juli 2007 wechselte er zum Qatar SC, den er zum Saisonende nach 27 Spielen und 5 Toren jedoch wieder verließ. 2008/09 und 2009/10 zunächst für Al-Sailiya vorgesehen, entschied er sich jedoch für eine Rückkehr zu seinem Lieblingsklub, dem iranischen Rekordmeister Persepolis Teheran. Zum 1. Juli 2009 wechselte Karimi zu Steel Azin FC und erzielte in seiner ersten Saison 14 Tore in 28 Spielen. Am 15. August 2010 wurde er, nachdem er beim öffentlichen Training Wasser getrunken hatte und somit „die Regeln des heiligen Monats Ramadan nicht respektiert habe“, von seinem Verein entlassen.
Felix Magath verpflichtete Karimi am 31. Januar 2011 kurz vor Ende der Transferperiode für den FC Schalke 04 und stattete ihn mit einem Vertrag bis Saisonende aus. Karimi, der seit mehreren Monaten ohne Spielpraxis war, erhielt bei den Königsblauen die Rückennummer 10 und kam nur zu einem Kurzeinsatz, als er am 5. April im Champions-League-Spiel bei Inter Mailand eingewechselt wurde. In der Bundesliga spielte er ebenfalls nur einmal, am 23. April 2011 gegen den 1. FC Kaiserslautern.
Zur Saison 2011/12 kehrte Karimi in den Iran zurück und schloss sich erneut dem Hauptstadtverein Persepolis Teheran an. Nach starken Leistungen in der Liga sowie in der AFC Champions League wurde Karimi für die Wahl zu Asiens Fußballer des Jahres 2012 nominiert und belegte letztendlich den 2. Platz. Nach Ende der Saison 2013/14, als er noch eine Spielzeit beim Erstligisten Tractor Sazi Täbris aktiv war, beendete er seine aktive Fußballerkarriere.

### Vereinsstatistiken
| Saison    | Mannschaft          | Liga               | Einsätze | Tore |
| --------- | ------------------- | ------------------ | -------- | ---- |
| 1998/99   | Persepolis Teheran  | Azadegan League    | 23       | 4    |
| 1999/2000 | Persepolis Teheran  | Azadegan League    | 25       | 4    |
| 2000/01   | Persepolis Teheran  | Azadegan League    | 20       | 5    |
| 2001/02   | Al-Ahli             | Premier Division   | 19       | 10   |
| 2002/03   | Al-Ahli             | Premier Division   | 21       | 9    |
| 2003/04   | Al-Ahli             | Premier Division   | 24       | 20   |
| 2004/05   | Al-Ahli             | Premier Division   | 21       | 10   |
| 2005/06   | FC Bayern München   | Bundesliga         | 20       | 2    |
| 2006/07   | FC Bayern München   | Bundesliga         | 13       | 1    |
| 2007/08   | Qatar SC            | Qatar Stars League | 27       | 5    |
| 2008/09   | Persepolis Teheran  | Iranian Pro League | 21       | 5    |
| 2009/10   | Steel Azin FC       | Iranian Pro League | 28       | 14   |
| 2010/11   | Steel Azin FC       | Iranian Pro League | 12       | 0    |
| 2010/11   | FC Schalke 04       | Bundesliga         | 1        | 0    |
| 2011/12   | Persepolis Teheran  | Iranian Pro League | 28       | 11   |
| 2012/13   | Persepolis Teheran  | Iranian Pro League | 12       | 1    |
| 2013/14   | Tractor Sazi Täbris | Iranian Pro League | 9        | 3    |

Stand: 12. September 2013

### Nationalmannschaft
Karimi bestritt sein erstes Länderspiel für die Iranische Fußballnationalmannschaft am 13. Oktober 1998 in einem Freundschaftsspiel gegen die Kuwaitische Fußballnationalmannschaft, gegen die er auch am 19. Dezember 1998 im Finale der Asienspiele 1998 in Thailand sein erstes Länderspieltor erzielte. Des Weiteren nahm Karimi mit dem Iran am Asien Cup 2000, Asien Cup 2004, Asien Cup 2007 sowie an der Weltmeisterschaft 2006 in Deutschland teil. Für den Asien Cup 2011 wurde er nach einer Meinungsverschiedenheit mit Trainer Afschin Ghotbi nicht berücksichtigt. Am 6. November 2012 bestritt Karimi unter Trainer Carlos Queiroz sein letztes Länderspiel, das in Teheran mit 6:1 gegen Tadschikistan gewonnen wurde.
Karimi war einer von sechs Spielern, die im WM-Qualifikationsspiel nach den iranischen Präsidentschaftswahlen 2009 gegen Südkorea in Seoul mit grünen Armbändern aufliefen. Dies wurde im Iran als Parteinahme für die Opposition gewertet.

## Erfolge, Ehrungen und Auszeichnungen

### Vereinstitel
- Iranischer Meister 1999, 2000 mit Persepolis Teheran
- Iranischer Pokalsieger 1999 mit Persepolis Teheran
- Dritter Platz der AFC Champions League 2000 mit Persepolis Teheran
- Pokalsieger der V.A. Emirate (UAE President Cup) 2002, 2004 mit Al-Ahli
- Deutscher Meister 2006 mit dem FC Bayern München
- DFB-Pokalsieger 2006 mit dem FC Bayern München
- DFB-Pokalsieger 2011 mit dem FC Schalke 04

### Iranische Fußballnationalmannschaft
- Gold bei den Asienspielen 1998 in Thailand
- Westasienmeister 2004 im Iran
- Dritter der Asienmeisterschaft 2004 in China

### Auszeichnungen
- Asiens Fußballer des Jahres 2004
- Asiens Fußballer des Jahres 2012, 2. Platz
- Rekordschütze bei der Asienmeisterschaft 2004 (5 Tore, zusammen mit A'ala Hubail, Bahrain)

## Gesellschaftliches Engagement
Ali Karimi drückte seine Solidarität für die Menschenrechtsproteste im Iran (2022) aus. Dafür droht ihm im Iran eine Haftstrafe, der er durch einen Aufenthalt im Ausland entging. Karimi gab an, Morddrohungen erhalten zu haben, nachdem er sich mit den Protestierenden solidarisierte.